# دوني غرين
دوني غرين (بالإنجليزية: Donnie Green)‏ هو لاعب كرة قدم أمريكية أمريكي، ولد في 21 يوليو 1948 في واشنطن العاصمة في الولايات المتحدة.

## بداية حياته
كان دوني جرين هو السادس من بين تسعة أطفال من إيرين وجيمس جرين في أنابوليس ماريلاند حيث التحق بمدرسة ابتدائية و في سن العاشرة توفيت والدته وانتقل جرين للعيش مع والده في تشيسابيك فيرجينيا حيث لعب كرة القدم وكرة السلة في مدرسة كريستوود الثانوية.

## وصلات خارجية
- دوني غرين على موقع مرجع كرة القدم المحترفة.كوم (الإنجليزية)